# La Dernière Énigme
Pour les articles homonymes, voir La Dernière Énigme (homonymie).
La Dernière Énigme (titre original : Sleeping Murder: Miss Marple's Last Case) est un roman policier d'Agatha Christie publié en octobre 1976 au Royaume-Uni. Il est publié la même année aux États-Unis et en 1977 en France. Sa publication est intervenue après la mort de l'auteur, même s'il fut rédigé en 1940.
C'est le dernier roman dans lequel apparaît Miss Marple.
Gwenda Reed, une jeune mariée néo-zélandaise, arrive à Londres, précédant son mari, avec le désir d'acheter une maison pour commencer leur vie de couple dans la métropole. Elle trouve une maison qui lui plaît à première vue à Dillmouth (nom donné par Christie à la ville de Sidmouth dans le Devon). Mais cette attirance se transforme en inquiétude lorsqu'elle envisage de poser du papier peint dans une pièce avec des motifs floraux qui se révèlent être en dessous de la décoration actuelle, ou lorsqu'elle prévoit de construire une porte dans un mur qui en comportait déjà une, qui a ensuite été murée. Lorsque son mari Giles la rejoint, ils vont rendre visite à un couple d'amis londoniens, Raymond et Joan. Ils rencontrent sa tante, Jane Marple, et ils vont tous au théâtre pour voir une pièce, The Duchess of Amalfi de John Webster. L'une des scènes terrifie Gwenda, qui se souvient soudain d'une scène de son enfance : une femme morte au pied d'un escalier.

## Personnages

### Les enquêteurs
- Gwenda Halliday-Reed : 21 ans, jeune épouse de Giles Reed, venant vivre en Grande-Bretagne après avoir vécu en Nouvelle-Zélande.
- Giles Reed : époux de Gwenda, qu'il a rencontrée en Nouvelle-Zélande.
- Jane Marple : tante de Raymond West.
- Inspecteur Last : premier policier à venir sur les lieux où est trouvé le cadavre de Lily Abbott-Kimble.
- Inspecteur Primer : chargé de l'enquête du meurtre de Lily Abbott-Kimble.

### Les victimes
- Victime supposée/Disparition mystérieuse : Helen Spenlove ép. Halliday (née Kennedy), jeune femme blonde, demi-sœur du Dr Kennedy, seconde épouse du major Kelvin Halliday, belle-mère de Gwenda.
- Lily Abbott Kimble : jeune femme de chambre, retrouvée étranglée alors qu'elle se rendait chez le Dr Kennedy.
- Léonie : citée dans le roman mais n'intervient pas ; c'est une jeune femme suisse, qui fut jadis nourrice de Gwenda ; on apprend dans les dernières pages du roman qu'elle est morte en Suisse dans des circonstances très suspectes.

### Les suspects
- Kelvin Halliday : militaire ; marié avec sa première femme Megan (le couple a eu Gwenda) ; après le décès de Megan, il s'est remarié avec Helen Kennedy après l’avoir rencontrée sur un navire en partance pour la Grande-Bretagne ; il s'accuse de l’avoir étranglée.Il est aussi le père de Gwenda Reed.
- Walter Fane : jadis fiancé d'Helen Halliday, qui l'avait quitté au profit de Kelvin ; aujourd'hui notaire et célibataire.
- Eleanor Fane : veuve ; mère de Walter Fane.
- Dr James Kennedy : le plus âgé des demi-frères d'Helen, qui l'a élevée une fois devenus orphelins. Il a pris sa retraite et vit à Woodleigh-Bolton ; il n'a eu pas de nouvelles d'Helen depuis de nombreuses années.
- Richard Erskine : ancien militaire ; il avait rencontré Helen sur le navire allant en Inde et avait eu une brève mais torride passion amoureuse avec elle.
- Janet Erskine : épouse de Richard et mère de deux enfants ; elle se montre d'une jalousie excessive et maladive.
- Jackie Afflick : ancien ami Helen ; aujourd'hui chef d'entreprise ; caractère bien trempé ; son épouse a peur de lui.

### Autres témoins du passé, mais non suspects
- Dr Penrose : médecin du centre médical Saltmarsh House, dans lequel Kelvin Halliday fut jadis hospitalisé.
- Alison Danby : tante qui a élevé Gwenda en Nouvelle-Zélande.
- Mme Cocker : cuisinière de la maisonnée Reed.
- M. Foster : jardinier de la maisonnée Reed.
- Edith (« Edie ») Pagett : jadis cuisinière des Halliday.
- Manning : jadis jardinier chez les Kennedy, 75 ans.

### Autres personnages
- Megan : première épouse de Kelvin Halliday
- Raymond West : écrivain connu et neveu de Jane Marple.
- Joan West : peintre et épouse de Raymond West, cousine de Giles Reed.
- Dr Haydock : médecin traitant de Miss Marple.

## Résumé

### Mise en place des éléments de l'intrigue (chapitres 1 à 6)
Gwenda Reed, 21 ans, vient de quitter la Nouvelle-Zélande pour vivre en Grande-Bretagne. Elle précède son mari, Giles, qui doit la rejoindre dans quelques semaines, et elle a pour tâche de trouver une maison à acheter sur la côte sud de l'Angleterre. Assez rapidement, elle découvre à Dillmouth une maison à vendre (Hillside), avec laquelle elle se sent d'étroites affinités : Gwenda s'y sent « chez elle » dès le premier instant, chaque pièce évoquant des impressions diffuses. Elle procède à l'achat et entreprend de la faire rénover.
Elle fait dégager la vue sur la mer, change les papiers peints, transforme une pièce en chambre d'enfant. Quand les ouvriers trouvent une porte cachée, elle réalise qu'elle avait vu en rêve le papier peint qui y est accolé. Au fil des jours, un sentiment d'angoisse monte en elle : comment se fait-il que cette maison lui soit si familière » ? Serait-elle médium ?
Elle part à Londres rendre visite à des parents de son mari, Raymond West, l'épouse de celui-ci ainsi que la tante de Raymond, Miss Jane Marple. Ils vont voir un spectacle, et durant la représentation Gwenda pousse un cri : la réplique d'un comédien a déclenché dans son esprit une vision où elle se voit en train de regarder un homme disant quelques mots à une femme blonde qu'il est en train d'étrangler. Dans sa vision, cette femme s'appelle Helen. Or, elle ne connaît aucune Helen !
Gwenda détaille à Miss Marple sa biographie et ses craintes concernant la maison : Née en Inde où son père était militaire, elle a perdu sa mère à l'âge de deux ans ; elle a alors été élevée en Nouvelle-Zélande par la sœur de sa mère, tandis que son père vivait au loin avec une nouvelle épouse.
Quelques jours après, Giles arrive en Grande-Bretagne, et le couple enquête de concert :
- Gwenda ayant écrit à sa tante Alison Danby, sœur de sa mère Megan, qui l’avait élevée en Nouvelle-Zélande, la réponse parvient mais sans apporter de nouvelles informations, si ce n'est que Gwenda avait effectivement vécu une courte période dans le sud de la Grande-Bretagne, peut-être bien à Dillmouth ;
- ils rendent visite à un vieil agent immobilier aujourd'hui retraité et obtiennent la confirmation que Gwenda avait bien résidé dans la maison dix-huit ans auparavant ; cette maison s'appelait alors Villa Sainte Catherine ;
- ayant écrit au service de l'état-civil de Londres, ils obtiennent une copie de l’acte de mariage du père de Gwenda : celui-ci s'était remarié un 7 août avec une certaine Helen Spenlove-Kennedy…

### Révélations duDrKennedy (chapitres 7 à 9)
Giles et Gwenda passent des annonces dans le Times ainsi que dans le journal local pour solliciter toute personne possédant des informations sur Helen Kennedy-Halliday. Ils reçoivent rapidement un courrier du Dr James Kennedy, qui leur explique que Helen était sa sœur. Ils lui rendent visite ; il se souvient de Gwenda, qui était à l'époque surnommée « Gwennie ».
Le Dr Kennedy leur révèle que Helen avait été principalement élevée par lui ; qu'elle s'était rendue en Inde pour y rencontrer un certain Walter Fane dont elle s'était entichée ; que toutefois l'histoire d'amour avait été échec et qu'elle avait décidé de rentrer en Grande-Bretagne ; que sur le navire du retour, elle avait rencontré Kelvin Halliday ; qu'ils s'étaient mariés ; que néanmoins ils s'étaient séparés par la suite (mais sans divorcer) ; que c'est à ce moment-là que Gwenda avait été envoyée en Nouvelle-Zélande ; que Kelvin était mort deux ans après d'une maladie ; qu'il ignore où il est enterré. Il leur demande où se trouve Helen, car il ne l’a pas vue depuis fort longtemps.
Le lendemain, le Dr Kennedy vient leur rendre visite et leur révèle ce qu'il ne leur a pas dit la veille. Kelvin Halliday avait été interné dans un centre psychiatrique spécialisé parce qu'il était sujet à des hallucinations obsessionnelles : il était persuadé qu'il avait assassiné, et plus précisément, étranglé, sa femme Helen. Mais Helen n'avait pas été tuée, car le Dr Kennedy avait reçu d'elle deux courriers après qu'elle eut quitté Kelvin ; sans doute le fait d'être quitté par Helen avait altéré l'esprit de Kelvin. Dans ses courriers, expédiés de Biarritz et d'Espagne, Helen lui parlait de son départ. James Kennedy avait rendu visite à la demeure de Kelvin, qui lui avait déclaré avoir tué Helen dans la chambre à coucher. Le médecin avait trouvé un mot de rupture d'Helen, annonçant à son mari qu'elle le quittait pour rejoindre « le seul homme qu'elle ait aimé ».
Miss Marple vient rendre visite au jeune couple ; Gwenda et Giles lui rapportent tout ce qu'ils ont appris en si peu de temps.

### Témoignages duDrPenrose, de Walter Fane et d'Edith Pagett (chapitres 10 à 16)
Gwenda et Giles se rendent au centre psychiatrique dans lequel Kelvin fut hospitalisé. Le Dr Penrose, actuel directeur du centre, leur confirme les propos du Dr Kennedy : Kelvin Halliday, de manière récurrente, s'accusait, par suite d'une crise de jalousie, d'avoir tué sa femme Helen. Il avait même exigé que l'on appelle la police. Le Dr Kennedy avait expliqué au Dr Penrose, qui débutait jadis sa carrière, qu'Helen n'était pas morte, et Penrose avait pensé qu'effectivement Kelvin souffrait de troubles profonds. Par la suite, Kelvin s'était suicidé en absorbant des barbituriques. Le Dr Penrose explique cela par un sentiment de culpabilité et l'exigence d'un châtiment.
Gwenda, Giles et Jane Marple discutent ensemble de l'affaire : peut-être Kelvin a-t-il cru de bonne foi avoir tué son épouse, qui n'étant que blessée, avait ensuite quitté la maison ? Mais pourquoi parlait-il d'un meurtre dans la chambre à coucher alors que la vision de Gwenda concernait le bas des escaliers ? Ou alors un tiers inconnu a-t-il tué ou tenté de tuer Helen en bas de l'escalier, la plaçant ensuite dans le lit de la chambre à coucher ?
Ils décident alors d'orienter leurs recherches vers les anciens amis ou amants d'Helen : si meurtre il y eut, ce fut peut-être le résultat de la jalousie amoureuse ?
Prenant comme prétexte le désir de rédiger un testament, Gwenda se rend en premier lieu chez le notaire de renom Walter Fane, aujourd'hui âgé d'une cinquantaine d'années. Il reconnaît avoir été fiancé avec elle un bref moment ; elle était venue en Inde le rejoindre mais avait changé d'idée sur place. Elle était repartie en Europe et avait rencontré le major Kelvin Halliday sur le navire du retour. Par la suite, lui-même était revenu à Dillmouth pour venir travailler dans l'étude notariale de son père.
Puis Gwenda, Giles et Miss Marple rendent visite à Edith Pagett-Mountford, ancienne cuisinière des Halliday. Celle-ci leur déclare notamment que Kelvin et Helen avaient eu le projet, demeuré secret, de partir vivre dans le Norfolk, où ils avaient acheté une maison. Néanmoins le départ d'Helen puis l'hospitalisation de Kelvin n'avait pas fait aboutir ce projet. Elle déclare aussi que Lily Abbott, une femme de chambre de la maisonnée, avait entendu Helen se disputer avec quelqu'un, et qu'elle avait notamment hurlé : « Ça fait longtemps que j'ai peur de toi ; tu es fou ; tu n’es pas normal ; va t'en, laisse-moi tranquille ». Lily Abbott et Edith avaient pensé qu'il s'agissait de Kelvin, mais en fait ce dernier, comme elles s'en rendirent compte plus tard, était absent de la maison ce jour-là. Helen avait donc peur de quelqu'un d'autre. Enfin, Edith Pagett explique que les vêtements prétendument emportés par Helen pour rejoindre un hypothétique amant « n'étaient pas les bons » : ils ne correspondaient pas à la saison en cours ; certains n'étaient jamais portés par Helen ; d'autres avaient besoin d'accessoires de mode qui n'avaient pas été pris. Bref, la thèse du départ précipité et volontaire ne tenait pas : Helen avait pu être tuée soit par son mari Kelvin, soit par un inconnu…
Miss Marple rend visite à la mère de Walter Fane. Eleanor Fane lui résume la vie de son fils et la liaison qu'il avait eue jadis avec Helen ; elle révèle qu'Helen aurait pu avoir une liaison avec un dénommé Jackie Afflick, aujourd'hui propriétaire de l'entreprise Les Cars Jonquille ainsi qu'avec un homme marié durant la traversée maritime Grande-Bretagne / Inde, alors qu'elle allait rejoindre Walter Fane et avec qui elle rompra peu après. Miss Marple apprend aussi que le doux, le tendre Walter avait eu un bref accès meurtrier dans sa jeunesse : son frère ayant cassé quelque chose lui appartenant, il l'avait menacé avec un tisonnier.

### Poursuite de l'enquête (chapitres 17 à 23)
Gwenda poursuit son enquête et se rend en Northumberland, chez le couple Erskine. Deux entretiens ont lieu : le premier en présence des deux époux ; le second le lendemain entre Gwenda et Richard Erskine seul. C'est durant ce second entretien que beaucoup de choses sont dites. Richard Erskine explique à Gwenda qu'il avait croisé la route d'Helen Kennedy-Halliday durant la traversée Grande-Bretagne / Inde, et qu'ils étaient tombés amoureux l'un l’autre. La liaison avait été brève mais puissante ; assez en effet pour que Helen décide de rompre ses fiançailles avec Walter Fane une fois arrivée en Inde. Richard Erskine explique à Gwenda comment avait débuté l'idylle, puis comment d'un commun accord ils avaient décidé de ne pas la poursuivre (Richard était marié et avait deux enfants en bas âge). Par la suite, ayant quitté l'armée, son épouse Janet et lui étaient partis résider quelques semaines dans un hôtel à Dillmouth. Richard avait revu brièvement Helen, mais sans plus. C'était en août, 18 ans auparavant. Il n'était pas question de renouer quoi que soit. Richard et Janet Erskine avaient ensuite quitté la ville pour ne plus jamais y revenir, et Richard n'avait plus jamais eu de nouvelles d'Helen. Quand Gwenda s'apprête à prendre congé, Janet revient des courses : elle fait une scène mémorable de jalousie à son mari, qui n'en mène pas large. Gwenda se dit qu'un tel accès de rage jalouse pourrait bien inciter quelqu'un à commettre un meurtre…
De son côté, l'ancienne femme de chambre Lily Abbott (devenue Lily Kimble) a lu l'annonce passée par Gwenda et Giles dans le journal local. Elle se dit qu'elle connaît une chose que beaucoup de gens ignorent, cette chose lui avait été dite par une jeune fille au pair, Léonie : doit-elle la révéler ? Elle décide de demander conseil au Dr James Kennedy ; elle rédige une lettre pour lui demander son avis.
Pendant ce temps, le Dr James Kennedy fait remettre à Gwenda et Giles un courrier jadis envoyé par Helen après sa séparation d'avec Kelvin, ainsi qu'un autre document portant l'écriture de sa demi-sœur, afin que Gwenda et Giles comparent les deux écritures, comme ils l'avaient demandé. Le médecin explique à Miss Marple, à qui il remet les documents, qu'il espère qu'Helen n'a pas été tuée, car dans cette hypothèse, cela impliquerait une préméditation épouvantable, et le risque que l’auteur de l'assassinat soit Kelvin Halliday.

### Entretien avec J. Afflick, assassinat de Lily Abbott-Kimble et recherche du corps d'Helen
Le Dr James Kennedy informe Giles et Gwenda d'un courrier qu'il vient de recevoir de Lily Abbott-Kimble. Il lui a répondu en lui proposant de venir le voir le jeudi suivant, et propose au couple Reed d'assister au rendez-vous. Ces derniers acceptent avec empressement, et se rendent chez Jackie Afflick.
Giles et Gwenda s'attendent donc à rencontrer Lily. Celle-ci ne vient pas au rendez-vous, et son cadavre est découvert par la police près de la gare : elle a été étranglée. En fait, elle avait pris un train qui était arrivé plus tôt dans le bourg ; on retrouve la lettre du Dr Kennedy dans ses affaires. Miss Marple conseille à Gwenda de révéler tout ce qu'elle sait à la police. Giles et Gwenda décident de faire des fouilles dans le jardin, au fond près de la terrasse, et retrouvent le corps d'Helen.

### Dénouement et révélations finales (chapitres 24 et 25)
Gwenda se trouve alors seule dans la maison. Quand arrive le Dr Kennedy, elle le reconnaît comme étant le meurtrier de sa vision grâce  aux gants de caoutchouc (des « pattes de singe » pour la petite fille qu'elle était à l'époque) et en reconnaissant sa voix quand il lui dit être ébloui par la lumière du dehors. Il tente alors de l'étrangler après avoir essayé en vain de l'empoisonner, mais Miss Marple l'en empêche en surgissant avec un pulvérisateur de jardin avec lequel elle asperge ses yeux, empêchant le meurtre de Gwenda.
Quand toutes les personnes du récit sont réunies, Miss Marple leur dévoile la vérité : le Dr Kennedy éprouvait une attirance incestueuse pour sa demi-sœur Helen, et, furieux en apprenant qu'elle voulait partir vivre loin de lui, l'avait étranglée en citant la pièce, sans remarquer que le bébé Gwenda se tenait derrière la rampe d'escalier, et, après avoir drogué Halliday en lui montrant le corps pour lui faire croire qu'il l'avait étranglée et le faire interner, le docteur avait enterré sa sœur, ayant au préalable rassemblé (maladroitement) quelques-unes de ses affaires pour faire croire à son départ. Pour le reste de sa vie, Halliday fut donc interné, semblant, d'après son journal intime, sain d'esprit mais incapable de s'expliquer la vision du cadavre étranglé de Helen. Le Dr Kennedy avait alors envoyé la bonne d'enfants Léonie chez elle avec des médicaments qui causèrent en fait son décès. En ce qui concerne Lily, il lui avait suggéré de prendre le train précédent et avait lui-même substitué la lettre pour faire croire qu'elle devait prendre le train suivant. Miss Marple conclut qu'elle aurait dû le deviner dès le début, car les mots de la pièce que le meurtrier citait sont dits dans la pièce par un homme qui tue sa sœur alors qu'il désapprouve ses projets de mariage.

## Autour du livre

### Rédaction
Agatha Christie écrit le roman en 1940-1941, au début de la Seconde Guerre mondiale, alors que le blitz bat son plein sur Londres et sur plusieurs grandes villes britanniques. Envisageant l'éventualité de son décès dans les mois ou années à venir en raison de la guerre, la romancière ne souhaite pas que sa fille et son second mari se retrouvent sans aucune ressource. Elle rédige deux romans « au cas où » : l'un pour sa fille Rosalind, Hercule Poirot quitte la scène mettant en scène la dernière enquête du détective belge Hercule Poirot, l'autre pour son mari Max, La Dernière Énigme mettant en scène la dernière enquête de Miss Marple. Les deux romans ont ensuite été déposés dans un coffre d'une banque londonienne, pour y rester scellés jusqu'au milieu des années 1970. En 1975, l'un des romans a été publié avec l’assentiment de la romancière (Hercule Poirot quitte la scène) ; le second, La Dernière Énigme, est publié fin 1976 après son décès. La date de rédaction de ce roman explique que, par sa forme et sa structure, il ressemble aux romans publiés dans les années 1940, avec une Jane Marple au ton et à la démarche alertes, et ne ressemble pas aux romans publiés par l’auteur dans les années 1970, avec une Miss Marple impotente et aux intrigues moins élaborées,.

### Titre
Lors de son écriture, le roman est titré Murder in Retrospect, mais ce titre est utilisé par un magazine américain en 1941 lors de la publication en revue du roman Cinq petits cochons. Le roman prend alors le nom Cover Her Face, mais P. D. James l'utilise pour son roman À visage couvert (1962). Finalement, il prend le nom définitif de Sleeping Murder: Miss Marple's Last Case.

### Liens avec d'autres œuvres
Le roman est, avec Cinq petits cochons (1942) et Une mémoire d'éléphant (1972), l'un des rares romans d'Agatha Christie dans lesquels le meurtre s'est passé plus de dix ans avant l'époque du récit (dix ans pour Une mémoire d'éléphant, seize ans pour Cinq petits cochons et dix-huit ans pour La Dernière Énigme).

## Éditions

### anglaises
- (en) Sleeping Murder : Miss Marple's Last Case, Londres, Collins Crime Club, octobre 1976, 224 p. (ISBN 0-00-231785-0)
- (en) Sleeping Murder : Miss Marple's Last Case, New York, Dodd, Mead and Company, 1976, 242 p. (ISBN 0-396-07191-0)

### françaises
- La Dernière Énigme  (trad. de l'anglais par Jean-André Rey), Paris, Librairie des Champs-Élysées, 1977, 250 p. (ISBN 2-7024-0561-4, BNF 34615921)
  - Librairie des Champs-Élysées, coll. « Le Masque » (no 1591), 1980, 250 p.  (ISBN 2-7024-0982-2)(BNF 34631911)
  - Librairie des Champs-Élysées, coll. « Club des Masques » (no 530), 1984, 250 p.  (ISBN 2-7024-1554-7) (BNF 34758504)
  - Librairie générale française, coll. « Le Livre de poche » (no 6970), 1991, 250 p.  (ISBN 2-253-05681-2) (BNF 35458658)
- La Dernière Énigme (trad. Jocelyne Warolin), dans : L'Intégrale : Agatha Christie  (trad. de l'anglais, préf. Jacques Baudou), t. 13 : Les années 1971-1976, Paris, Librairie des Champs-Élysées, coll. « Les Intégrales du Masque », 2000, 1268 p. (ISBN 2-7024-7903-0, BNF 37105662)
- La Dernière Énigme  (trad. de l'anglais par Jocelyne Warolin), Paris, Librairie des Champs-Élysées, coll. « Le Masque » (no 1591), 2000, 252 p. (ISBN 2-7024-3012-0, BNF 37122290)

## Adaptations
- 1987 : La Dernière Énigme (Sleeping Murder), téléfilm de la série britannique Miss Marple de la BBC (épisode 6), avec Joan Hickson dans le rôle de Miss Marple ;
- 2006 : La Dernière Énigme (Sleeping Murder), téléfilm de la série britannique Miss Marple d'ITV (épisode 2.01), avec Geraldine McEwan dans le rôle de Marple ;
- 2006 : Sleeping Murder, feuilleton radiophonique de BBC Radio 4, avec June Whitfield donnant sa voix à Marple ;
- 2012 : Un meurtre en sommeil, téléfilm de la série française Les Petits Meurtres d'Agatha Christie de France 2 (épisode 1.10). Le personnage de Miss Marple y est absent, remplacé par le duo d'enquêteurs Larosière-Lampion joués par Antoine Duléry et Marius Colucci.